# Альбиг
Альбиг (нем. Albig) — община в Германии, в земле Рейнланд-Пфальц.
Входит в состав района Альцай-Вормс. Подчиняется управлению Альцай-Ланд. Население составляет 1648 человек (на 31 декабря 2010 года). Занимает площадь 10,24 км².

## Города-побратимы
- Синьи-л’Аббеи (Франция)